# بخش امبو
بخش امبو (به اسپانیایی: Ambo District) یک سکونتگاه مسکونی در پرو است که در منطقه اوئانوکو واقع شده‌است.

## خصوصیات
بخش امبو ۲۸۸٫۸ کیلومترمربع مساحت و ۱۵٬۷۷۸ نفر جمعیت دارد و ۲٬۰۶۴ متر بالاتر از سطح دریا واقع شده‌است.